# Alisha Edwards
Alisha Maher (né le 7 janvier 1987 à San Diego) est une catcheuse américaine. Elle travaille actuellement à Impact Wrestling sous le nom de Alisha Edwards.

## Biographie

### Impact Wrestling (2017-...)
Le 9 février 2017, elle fait ses débuts à IMPACT en regardant son mari Eddie Edwards de la foule où Davey Richards a sorti l'arbitre du ring et a coûté à son mari son match contre Lashley. Alisha a tenté d'aider son mari, seulement pour être attaquée par le retour d'Angelina Love, après le match, Alisha et Edwards ont tous deux été attaqués par Love et Richards.

## Vie privée
Elle est mariée à Eddie Edwards. Les deux ont une fille ensemble.

## Palmarès
- Chaotic Wrestling
  - 3 fois Chaotic Wrestling Women's Champion

- Impact Wrestling
  - Turkey Bowl (2018) avec Dezmond Xavier, Fallah Bahh, Kikutaro et KM

- World Women's Wrestling
  - 4 fois World Women's Wrestling Champion

- Women Superstars Uncensored
  - 1 fois WSU Tag Team Champion avec Amber

## Récompenses des magazines
- Pro Wrestling Illustrated

| Année | 2012 | 2013 à 2022 | 2023 |
| ----- | ---- | ----------- | ---- |
| Rang  | 46   | Non classée | 149  |